# Amersfoort (koncentrationsläger)

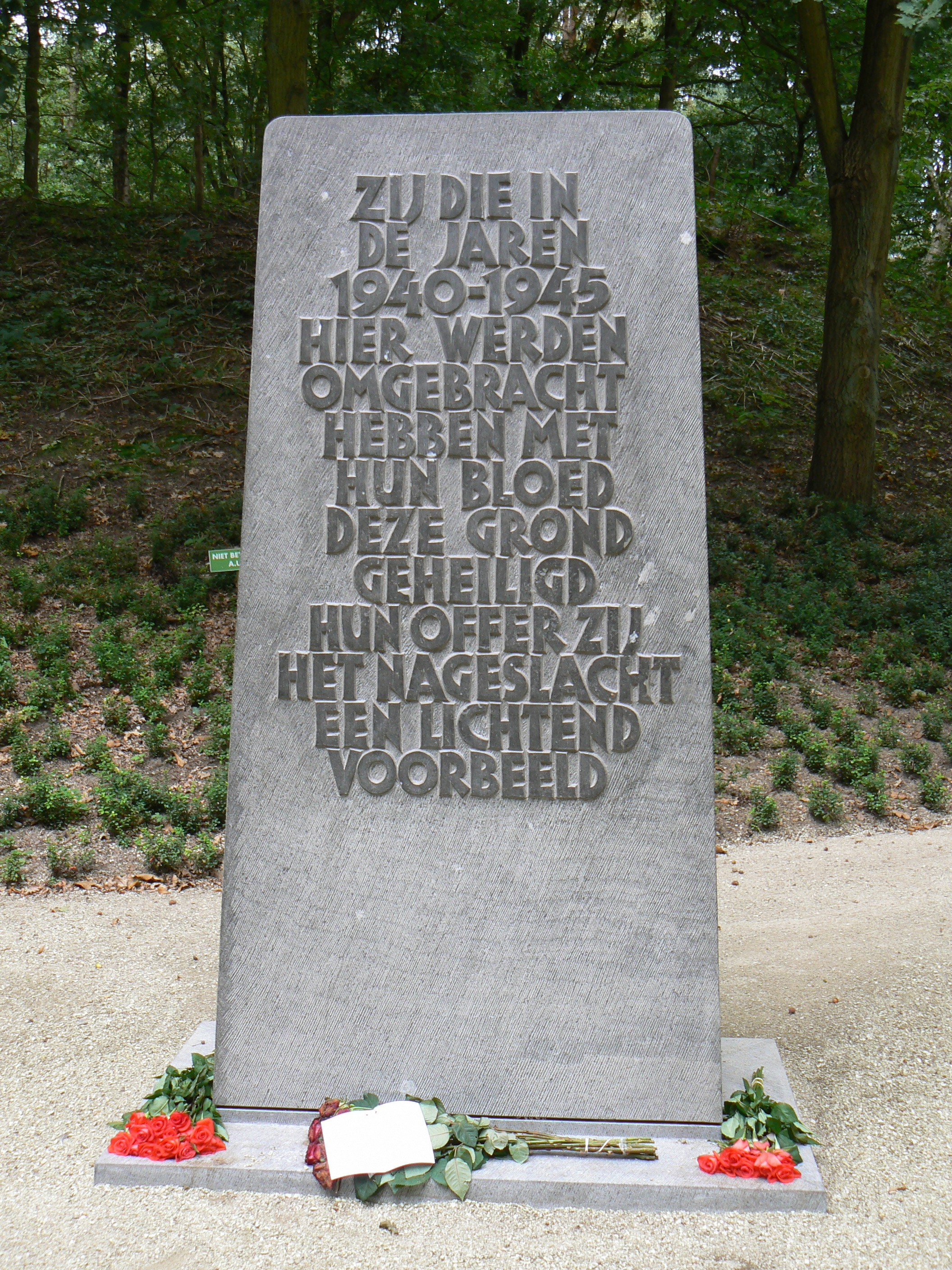
Minnessten i lägret.

Amersfoort, officiellt benämnt Polizeiliches Durchgangslager Amersfoort, var ett nazistiskt koncentrationsläger beläget i Amersfoort i det av Tyskland ockuperade Nederländerna. Omkring 35 000 fångar passerade genom lägret. En av kommendanterna för lägret var Karl Peter Berg.